# Tmetolophota micrastra
Tmetolophota micrastra är en fjärilsart som först beskrevs av Edward Meyrick 1897b.  Tmetolophota micrastra ingår i släktet Tmetolophota och familjen nattflyn. Inga underarter finns listade i Catalogue of Life.